# Skolarówka (przełęcz)
Skolarówka (790 m) – płytka przełęcz w Paśmie Łysiny w Beskidzie Małym. Nazwa przełęczy pochodzi od położonego poniżej niej, na południowych stokach osiedla Skolarówka. Podawana czasami nazwa Szkolarzówka jest błędna. Przełęcz znajduje się po zachodniej stronie Czarnych Działów. Północne stoki przełęczy opadają do doliny Kocierzanki, południowe do doliny Łękawki. Na południowych stokach, tuż pod grzbietem jest grupa kilku duża polan. Miały one wielu właścicieli, o czym świadczą ich nazwy: Bąkówka, Bosiowo, Pompkowo, Maloczka.
Skolarzówka znajduje się w lesie. Krzyżują się na niej drogi leśne, a grzbietem biegnie znakowany szlak turystyczny. Z polany pod przełęczą rozległe widoki na południe, obejmujące 
cały Beskid Żywiecki z Babią Górą, Pasmo Jałowieckie, Pasmo Pewelskie (Czeretniki), a przy dobrej pogodzie również Tatry.
Szlaki turystyczne
 Kocierz Rychwałdzki – Ścieszków Groń – Przełęcz Płonna – Nad Płone – Kucówki – Skolarówka – Czarne Działy – Gibasówka – Wielki Gibasów Groń – Przełęcz pod Mladą Horą – Mlada Hora – rozstaje Anuli – Smrekowica – rozdroże pod Smrekowicą – Suwory – Krzeszów